# Премія НАН України імені М. М. Амосова (медицина)
Премія імені Амосова Миколи Михайловича — премія НАН України «За видатні наукові роботи в галузі кардіо- та судинної хірургії і трансплантології». Встановлена у 2003 р. Відділенням біохімії, фізіології і молекулярної біології НАН України. Існує однойменна премія, яку вручає Відділення інформатики НАН України «За видатні роботи в галузі біокібернетики, проблем штучного інтелекту та розробки нових інформаційних технологій» почергово з премією НАН України імені М. М. Амосова з медицини з циклічністю раз на 3 роки.

## Лауреати премії
Премії НАН України імені М. М. Амосова (медицина) було присуджено:

| Рік  | Тема | Лауреати                          | Коротко про лауреата |
| ---- | --- | --------------------------------- | --- |
| 2005 | за монографію «Опухоли сердца (проблемы диагностики и хирургического лечения)»                                                          | Вітовський Ростислав Мирославович | доктор медичних наук, професор, Національна медична академія післядипломної освіти ім. П. Л. Шупика                                                                                           |
| 2005 | за монографію «Опухоли сердца (проблемы диагностики и хирургического лечения)»                                                          | Захарова Валентина Петрівна       | доктор медичних наук, старший науковий співробітник, Національний інститут серцево-судинної хірургії ім. М. М. Амосова НАМН України академіка НАН та НАМН України                             |
| 2005 | за монографію «Опухоли сердца (проблемы диагностики и хирургического лечения)»                                                          | Книшов Геннадій Васильович        | доктор медичних наук, професор, Академік НАН України (кардіохірургія) директор Національного інституту серцево-судинної хірургії ім. М. М. Амосова НАМН України академіка НАН та НАМН України |
| 2010 | за монографію «Врожденные пороки сердца»                                                                                                | Зіньковський Михайло Францевич    | член-кореспондент НАМН України, завідувач відділення ДУ «Національний інститут серцево-судинної хірургії імені М. М. Амосова НАМН України»                                                    |
| 2013 | за монографію «Аневризми грудної аорти (клініка, діагностика, лікування)»                                                               | Ситарь Леонід Лукич               | завідувач відділу ДУ «Національний інститут серцево-судинної хірургії імені М. М. Амосова НАМН України»                                                                                       |
| 2019 | Цикл праць «Сучасні клініко-організаційні аспекти хірургічного лікування пацієнтів з хворобами та травмами серця і магістральних судин» | Цимбалюк Віталій Іванович         | член-кореспондент НАН України, професор, доктор медичних наук, член Президії НАН України |